# Colocleora
Colocleora är ett släkte av fjärilar. Colocleora ingår i familjen mätare.

## Dottertaxa tillColocleora, i alfabetisk ordning[1]
- Colocleora abdicata
- Colocleora acharis
- Colocleora acutangula
- Colocleora acygonia
- Colocleora albescens
- Colocleora albicurvata
- Colocleora anisoscia
- Colocleora ankoleensis
- Colocleora ansorgei
- Colocleora basilaria
- Colocleora bellula
- Colocleora bergeri
- Colocleora bilobata
- Colocleora binoti
- Colocleora bipannosa
- Colocleora burgeoni
- Colocleora calcarata
- Colocleora catalai
- Colocleora cellularis
- Colocleora chresima
- Colocleora chrysomelas
- Colocleora cinnamomoneura
- Colocleora clarivenata
- Colocleora clio
- Colocleora collenettei
- Colocleora comoraria
- Colocleora contemptaria
- Colocleora crassilineata
- Colocleora crenifera
- Colocleora delos
- Colocleora delphinensis
- Colocleora derennei
- Colocleora disgrega
- Colocleora divisaria
- Colocleora dollmani
- Colocleora ducleri
- Colocleora erato
- Colocleora euplates
- Colocleora euterpe
- Colocleora expansa
- Colocleora faceta
- Colocleora hegemonica
- Colocleora herbuloti
- Colocleora indivisa
- Colocleora kenyensis
- Colocleora lambillionei
- Colocleora leucoostephana
- Colocleora malvina
- Colocleora melancheima
- Colocleora moinieri
- Colocleora nampouinei
- Colocleora ochriplaga
- Colocleora oncera
- Colocleora opisthommata
- Colocleora orthogonalis
- Colocleora perpectinata
- Colocleora poliophasma
- Colocleora polyplanes
- Colocleora polysemna
- Colocleora potaenia
- Colocleora probola
- Colocleora prona
- Colocleora proximaria
- Colocleora pulverosa
- Colocleora ramosa
- Colocleora refulgens
- Colocleora remotata
- Colocleora rufilimes
- Colocleora sciabola
- Colocleora separaria
- Colocleora sexorbata
- Colocleora simulatrix
- Colocleora smithi
- Colocleora splendens
- Colocleora spuria
- Colocleora suffumosa
- Colocleora thalie
- Colocleora tichomecha
- Colocleora turlini
- Colocleora umbrata